# 카를로스 클라이버
카를로스 클라이버(독일어: Carlos Kleiber, 1930년 7월 3일 ~ 2004년 7월 13일)는 독일 태생 오스트리아의 지휘자이다.

## 생애
카를로스 클라이버는 1930년 지휘자 에리히 클라이버의 아들로 베를린에서 태어났다. 태어날 때의 이름은 카를 루트비히 클라이버(Karl Ludwig Kleiber)였으나 1935년에 가족이 아르헨티나의 부에노스아이레스로 이주하면서 이름을 카를로스(Carlos)로 바꾸었다. 아버지 에리히는 베를린 국립 오페라의 음악 총감독이었으나 나치 정권에 항의하는 뜻으로 사임했다. 어릴 때는 영국인 가정교사가 있었고 아르헨티나의 영국인 기숙학교를 다녔으며 나중에는 뉴욕과 취리히에서 공부했다. 어릴 때부터 작곡과 노래, 피아노, 팀파니 연주에 재능을 보였다. 아버지 에리히는 카를로스가 음악을 직업으로 삼는 것을 만류하였다. 친구에게 "아이가 음악에 재능이 있어 안타깝다."고 쓰기도 했다.
카를로스 클라이버는 원래 ETH 취리히에서 화학을 공부했으나, 이후 음악의 길을 걷기로 결심했다. 1952년 뮌헨에서 게르트너플라츠 극장(Gärtnerplatztheater...de)의 코레페티토어로 일했고, 1954년에는 포츠담에서 지휘자로서 첫 무대에 올랐는데 '카를 켈러'(Karl Keller)라는 가명을 썼다. 1958년에서 1964년까지 뒤셀도르프와 뒤스부르크에서 라인 독일 오페라(de)의 지휘자로 일한 후, 1964년에서 1966년까지 취리히에서 오페라 지휘자로 일했다. 1966년에서 1973년까지 슈트트가르트 국립극장(de)의 제1 지휘자로 일했고, 1968년에서 1973년까지 객원지휘, 그리고 그뒤 1988년까지도 바이에른 국립 오페라(de)를 객원지휘하기도 했다. 고정적인 지휘는 이때가 마지막이다.
이후 클라이버는 소속 없이 자유롭게 일하면서 지휘할 공연을 까다롭게 선택했다. 오랜 리허설로 유명했는데 뮌헨에서 알반 베르크의 오페라 《보체크》를 처음으로 공연할 때는 34번의 리허설을, 코번트 가든에서 푸치니의 《라 보엠》을 연주할 때는 17번의 리허설을 거쳤다.

미국에서는 1978년 시카고 교향악단과 첫 무대를 가졌고, 1983년에 다시 한 번 함께 공연했다. 1988년 뉴욕 메트로폴리탄 오페라에서 루치아노 파바로티, 미렐라 프레니(it)와 함께 《라 보엠》을 연주했다. 1989년 카라얀이 베를린 필하모니 관현악단의 총 음악 감독직을 사임하자, 그 자리를 제안받았으나 거절했다. 1990년 메트로폴리탄에서 《오텔로》와 《장미의 기사》를 연주했다.

클라이버는 1966년 에든버러 축제에서 알반 베르크의《보체크》를 지휘하며 영국 무대에 데뷔했는데, 이 곡은 아버지 에리히 클라이버가 1925년에 초연한 곡이다. 1974년 바이로이트 축제의 첫 무대에서 바그너의 《트리스탄과 이졸데》를 지휘했다.
클라이버는 평생 대중의 시선에서 벗어나고자 했으며 공식적으로 인터뷰를 한 적이 없다. 바이에른 국립 오페라(de) 이후에는 드물게 지휘하였으며, 적은 수의 음반만 녹음했다. 카라얀이 클라이버를 가리켜 "냉장고가 빌 때만 지휘한다."고 꼬집기도 했다. 1996년 바이에른 국립 오페라(de)를 지휘하는 한 음악회(Kenzert)의 급료로 십만 달러 상당의 아우디 A8을 받았는데, 서류를 싫어해 악수로 계약했다.

## 죽음
지병인 전립선암을 앓던 카를로스 클라이버는 아내 스탄카(Stanka = Stanislawa Brezovar)의 나라인 슬로베니아의 한 별장에서 향년 74세로 2004년 7월 13일에 사망했다. 사망 전 뮌헨 교외 그륀발트(Grünwald) 에 거주하고 있었으나 류블랴나(슬로베니아)의 Konjsiča라는 작은 마을의 스탄카 옆에 묻히기까지 사망 소식이 알려지지 않았다. 그는 아들 Marko Kleiber와 딸 Lillian Kleiber등 두명의 자녀를 두었다.

## 참고
Alan Blyth (2004년 7월 21일). “Obituary: Carlos Kleiber”. Guardian. 2009년 10월 14일에 확인함.
찰스 바버 《지휘자가 사랑한 지휘자 카를로스 클라이버》(김병화 역, 포노, 2014). 한국어판.